# Miss Monde 2001
Miss Monde 2001, est la 51e élection de Miss Monde, qui s'est déroulée le 16 novembre 2001 au Super Bowl de Sun City Entertainment Centre à Sun City, en Afrique du Sud.
93 pays et territoires ont participé à l'élection. L'Afrique du Sud, hôte du concours, accueille pour la 5e fois la compétition. Le pays avait déjà accueilli l'élection de Miss Monde 1995.
La gagnante est la nigériane, Agbani Darego et a été couronné par sa prédécesseure, Priyanka Chopra, Miss Monde 2000. Elle est la première nigériane à remporter le titre de Miss Monde depuis la première participation du pays au concours en 1987. Elle est également la première femme noire à posséder le titre bien que les précédentes lauréates telles que Penelope Coelen et Anneline Kriel viennent d'Afrique du Sud et sont d'origine européenne ainsi que l'égyptienne Antigone Costanda, qui de descendance grecque.

## Résultats
| Résultat final  | Candidate |
| --------------- | --- |
| Miss Monde 2001 | - Nigeria - Agbani Darego |
| 1re dauphine    | - Aruba - Zizi Lee |
| 2e dauphine     | - Écosse - Juliet-Jane Horne |
| 3e dauphine     | - Nicaragua - Ligia Argüello |
| 4e dauphine     | - République populaire de Chine - Bing Li |
| Top 10          | - Russie - Irina Kovalenko - Afrique du Sud - Jo-Ann Strauss - Espagne - Macarena García - Ukraine - Oleksandra Nikolayenko - Yougoslavie - Tijana Stajšić |

## Reines de beauté des continents
| Continent      | Candidate                               |
| -------------- | --------------------------------------- |
| Afrique        | Nigeria - Agbani Darego                 |
| Amérique       | Nicaragua - Ligia Argüello              |
| Asie & Océanie | République populaire de Chine - Bing Li |
| Caraïbes       | Aruba - Zizi Lee                        |
| Europe         | Écosse - Juliet-Jane Horne              |

## Candidates

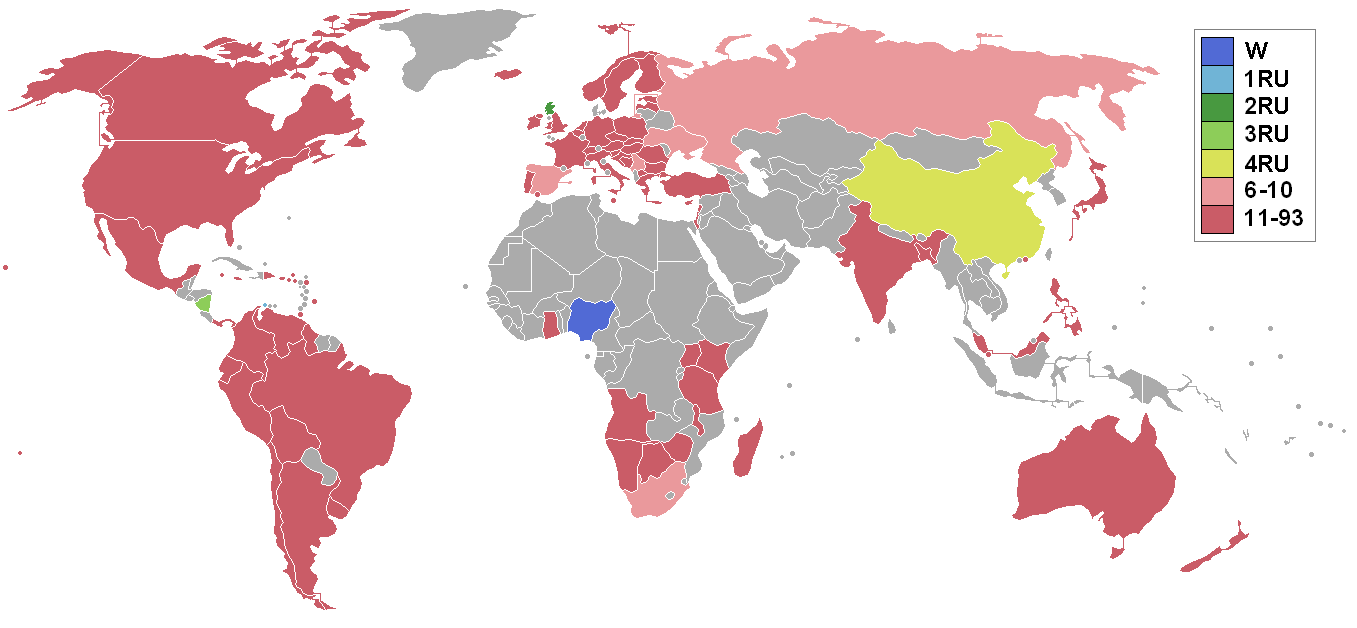
Pays représentés au concours de Miss Monde 2001 :
Miss Monde 2001
1re dauphine
2e dauphine
3e dauphine
4e dauphine
De la 6e à la 10e place
De la 11e à la 93e place
Pays n'ayant pas participé

93 candidates ont concouru pour le titre de Miss Monde 2001 :
| Pays/Territoire représenté    | Candidate                             | Âge    | Résidence               |
| ----------------------------- | ------------------------------------- | ------ | ----------------------- |
| Afrique du Sud                | Jo-Ann Strauss                        | 19 ans | Le Cap                  |
| Allemagne                     | Adina Wilhelmi                        | 21 ans | Tallahassee             |
| Angleterre                    | Sally Kettle                          | 19 ans | Leicester               |
| Angola                        | Adalgiza Alexandre Da Rocha Gonsalves | 21 ans | Luanda                  |
| Antigua-et-Barbuda            | Janelle Williams                      | 23 ans | Saint-John              |
| Argentine                     | Virginia Luz Di Salvo                 | 22 ans | Rosario                 |
| Aruba                         | Zizi Lee                              | 19 ans | Oranjestad              |
| Australie                     | Eva Milic                             | 23 ans | Gold Coast              |
| Autriche                      | Daniela Rockenshaub                   | 23 ans | Wels                    |
| Bangladesh                    | Tabassum Ferdous Shaon                | 18 ans | Dhaka                   |
| Barbade                       | Stephanie Chase                       | 22 ans | Bridgetown              |
| Belgique                      | Dina Tersago                          | 22 ans | Puurs                   |
| Bolivie                       | Claudia Ettmüller Spinatto            | 19 ans | Santa Cruz de la Sierra |
| Bosnie-Herzégovine            | Ana Mirjana Račanović                 | 18 ans | Bijeljina               |
| Botswana                      | Masego Sebedi                         | 22 ans | Gaborone                |
| Brésil                        | Joyce Yara Silva Aguiar               | 18 ans | Votuporanga             |
| Bulgarie                      | Stanislava Karabelova                 | 23 ans | Sofia                   |
| Canada                        | Tara Hall                             | 21 ans | Toronto                 |
| Chili                         | Christianne Balmelli Fournier         | 22 ans | Temuco                  |
| Chypre                        | Christiana Aristotelou                | 18 ans | Nicosie                 |
| Colombie                      | Jeisyl Amparo Vélez Giraldo           | 20 ans | Caldas                  |
| Corée                         | Seo Hyun-jin                          | 22 ans | Daegu                   |
| Costa Rica                    | Piarella Peralta Rodríguez            | 20 ans | San José                |
| Croatie                       | Rajna Raguž                           | 17 ans | Drenovci                |
| Écosse                        | Juliet-Jane Horne                     | 18 ans | Aberdeen                |
| Équateur                      | Carla Lorena Revelo Perez             | 19 ans | Quito                   |
| Espagne                       | Macarena García Naranjo               | 23 ans | Séville                 |
| États-Unis                    | Carrie Ann Stroup                     | 19 ans | Sand Springs            |
| Estonie                       | Liina Helstein                        | 23 ans | Tartu                   |
| Finlande                      | Jenni Hietanen                        | 21 ans | Turku                   |
| France                        | Emmanuelle Chossat                    | 22 ans | Bourg-en-Bresse         |
| Ghana                         | Selasi Kwawu                          | 20 ans | Accra                   |
| Gibraltar                     | Luann Richardson                      | 18 ans | Gibraltar               |
| Grèce                         | Valentini Daskaloudi                  | 22 ans | Athènes                 |
| Guyana                        | Olive Gopaul                          | 22 ans | Georgetown              |
| Hawaï                         | Radasha Leialoha Hoʻohuli             | 18 ans | Honolulu                |
| Hong Kong                     | Gigi Chung Pui Chi                    | 19 ans | Hong Kong               |
| Hongrie                       | Zsóka Kapócs                          | 22 ans | Budapest                |
| Inde                          | Sara Corner                           | 20 ans | Calcutta                |
| Irlande                       | Catrina Supple                        | 18 ans | Youghal                 |
| Irlande du Nord               | Angela McCarthy                       | 21 ans | Belfast                 |
| Islande                       | Kolbrun Palina Helgadóttir            | 21 ans | Reykjavik               |
| Îles Caïmans                  | Shannon McLean                        | 24 ans | George Town             |
| Îles Vierges britanniques     | Melinda McGlore                       | 23 ans | Road Town               |
| Îles Vierges des États-Unis   | Cherrisse Wood                        | 18 ans | Saint-Thomas            |
| Israël                        | Keren Schlimovitz                     | 22 ans | Tel Aviv                |
| Italie                        | Paola d'Antonino                      | 19 ans | Messina                 |
| Jamaïque                      | Regina Beaver                         | 17 ans | Kingston                |
| Japon                         | Yuka Hamano                           | 21 ans | Nagoya                  |
| Kenya                         | Daniella Kimaru                       | 21 ans | Nairobi                 |
| Lettonie                      | Dina Kalandarova                      | 21 ans | Valmiera                |
| Liban                         | Christina Sawaya                      | 21 ans | Dhour Choueir           |
| Macédoine                     | Sandra Spašovska                      | 21 ans | Skopje                  |
| Madagascar                    | Tassiana Boba                         | 18 ans |                         |
| Malaisie                      | Sasha Tan Hwee Teng                   | 22 ans | Johor                   |
| Malawi                        | Elizabeth Pullu                       | 22 ans | Mzuzu                   |
| Malte                         | Christine Camilleri                   | 19 ans | La Valette              |
| Mexique                       | Tatiana Rodríguez                     | 20 ans | Campeche                |
| Namibie                       | Michelle Heitha                       | 25 ans | Windhoek                |
| Nicaragua                     | Ligia Cristina Argüello Roa           | 21 ans | Managua                 |
| Nigeria                       | Agbani Darego                         | 18 ans | Abonnema                |
| Norvège                       | Malin Johansen                        | 22 ans | Finnsnes                |
| Nouvelle-Zélande              | Amie Hewitt                           | 18 ans | Manukau City            |
| Ouganda                       | Victoria Kabuye                       | 20 ans | Kampala                 |
| Panama                        | Lourdes Cristina González Monténégro  | 20 ans | Panama City             |
| Pays-Bas                      | Irena Pantelic                        | 20 ans | Rotterdam               |
| Pays de Galles                | Charlotte Faichney                    | 18 ans | Wrexham                 |
| Pérou                         | Viviana Rivasplata                    | 23 ans | Lima                    |
| Philippines                   | Gilrhea Castañeda Quinzon             | 19 ans | La Union                |
| Pologne                       | Joanna Drozdowska                     | 22 ans | Szczecin                |
| Porto Rico                    | Barbara Serrano Negron                | 23 ans | Vieques                 |
| Portugal                      | Claudia Jesus Lopez Borges            | 19 ans | Setúbal                 |
| République dominicaine        | Jeimy Castillo Molina                 | 23 ans | Saint-Domingue          |
| République populaire de Chine | Bing Li                               | 18 ans | Sanya                   |
| République slovaque           | Jana Ivanová                          | 19 ans | Bratislava              |
| République tchèque            | Andrea Fišerová                       | 19 ans | Litoměřice              |
| Roumanie                      | Vanda Petre                           | 18 ans | Bucarest                |
| Russie                        | Irina Kovalenko                       | 16 ans | Mourmansk               |
| Saint-Martin                  | Genesis Romney                        | 18 ans |                         |
| Singapour                     | Angelina Johnson                      | 20 ans | Singapour               |
| Slovénie                      | Rebeka Dremelj                        | 21 ans | Senovo                  |
| Suède                         | Camilla Maria Bäck                    | 22 ans | Göteborg                |
| Suisse                        | Mascha Mila Santschi                  | 21 ans | Berne                   |
| Tahiti                        | Rava Nui Teriitaumihau                | 19 ans | Papeete                 |
| Tanzanie                      | Happiness Millen Mageese              | 22 ans | Dar es Salam            |
| Thaïlande                     | Lada Engchawadechasilp                | 21 ans | Los Angeles             |
| Trinité-et-Tobago             | Sacha St. Hill                        | 22 ans | Londres                 |
| Turquie                       | Tuğçe Kazaz                           | 19 ans | Istanbul                |
| Ukraine                       | Oleksandra Nikolayenko                | 20 ans | Odessa                  |
| Uruguay                       | María Daniela Abasolo Cugnetti        | 22 ans | Montevideo              |
| Venezuela                     | Andreína del Carmen Prieto Rincón     | 19 ans | Maracaibo               |
| Yougoslavie                   | Tijana Stajšić                        | 17 ans | Belgrade                |
| Zimbabwe                      | Nokhuthula Mpuli                      | 18 ans | Harare                  |

## Déroulement de l'élection

### Présélection
Le concours Miss Monde réalise pour la première fois l'émission « Miss Monde - U Decide », diffusée précédemment avant la finale de l'élection, le 9 novembre 2001 sur M-Net. À la suite de l’émission télévisée U Decide, les dix candidates choisies par le public seront classés dans le top 10.
Les téléspectateurs ont été autorisés à voter par téléphone, mais les organisateurs n'ont pas précisé le nombre de votes exprimés par le public au moment de l'élection. Les téléspectateurs ont également été en mesure d’envoyer des votes supplémentaires à partir des cybercafés pendant la présentation des candidates en maillots de bain.
Dans le système électoral de Miss Monde, les votes du jury sont combinés avec celui du public. Les organisateurs ont jouté une autre tournure au vote public afin qu'il soit équitable : le système électorale permettait de pondérer les votes par téléphone en fonction de la population du pays d'origine. Ainsi, même les représentantes des pays à faible population avaient les mêmes chances que les représentantes des pays les plus peuplés. Les résultats du top 10 ont été publiés en direct sur internet afin de refléter le vote public.
Les résultats présentés ci-dessous sont divulgués officiellement lors de la finale de l'élection.
| \| Groupe 1 \| Aruba \| Portugal \| Angola \| Bolivie \| Îles Vierges des États-Unis \| Argentine \| Croatie \| Australie \| Brésil \| Autriche \| Îles Vierges britanniques, Allemagne \| \| Groupe 2 \| Aruba \| Portugal \| Bosnie-Herzégovine \| Angola \| Bolivie \| Îles Vierges des États-Unis \| Argentine \| Croatie \| Australie \| Hongrie \| Brésil, Autriche \| \| Groupe 3 \| Ukraine \| Aruba \| Russie \| Portugal \| Chili \| Bosnie-Herzégovine \| Angola \| Bolivie \| Îles Vierges des États-Unis \| Zimbabwe \| Argentine, Croatie, Australie, Hongrie \| \| Groupe 4 \| Ukraine \| Aruba \| Russie \| Portugal \| Chili \| Bosnie-Herzégovine \| Angola \| France \| Bolivie \| Îles Vierges des États-Unis \| Zimbabwe \| \| Groupe 5 \| Ukraine \| Nicaragua \| République populaire de Chine \| Aruba \| Russie \| Afrique du Sud \| Portugal \| Venezuela \| Chili \| Bosnie-Herzégovine \| Angola, France, Bolivie, Îles Vierges des États-Unis \| \| Groupe 6 \| Nigeria \| Ukraine \| Nicaragua \| Yougoslavie \| République populaire de Chine \| Aruba \| Russie \| Afrique du Sud \| Portugal \| Venezuela \| Chili, Bosnie-Herzégovine \| \| Groupe 7 \| Nigeria \| Ukraine \| Nicaragua \| Espagne \| Yougoslavie \| République populaire de Chine \| Aruba \| Russie \| Afrique du Sud \| Pérou \| Portugal, Venezuela \| \| Groupe 8 \| Nigeria \| Nicaragua \| Yougoslavie \| République populaire de Chine \| Russie \| Afrique du Sud \| Aruba \| Écosse \| Espagne \| Ukraine \| Pérou \| \| Résultat final \| Nigeria \| Nicaragua \| Yougoslavie \| République populaire de Chine \| Russie \| Afrique du Sud \| Aruba \| Écosse \| Espagne \| Ukraine \| \| | - Pays qualifié pour la demi-finale - Pays non qualifié pour la demi-finale |                   |                               |                               |                               |                               |                   |                   |                             |                             |                                                      |               |               |               |               |               |               |               |               |               |
| Ordre | Pays sélectionnés                                                           | Pays sélectionnés | Pays sélectionnés             | Pays sélectionnés             | Pays sélectionnés             | Pays sélectionnés             | Pays sélectionnés | Pays sélectionnés | Pays sélectionnés           | Pays sélectionnés           | Pays éliminés                                        | Pays éliminés | Pays éliminés | Pays éliminés | Pays éliminés | Pays éliminés | Pays éliminés | Pays éliminés | Pays éliminés | Pays éliminés |
| Groupe 1 | Aruba                                                                       | Portugal          | Angola                        | Bolivie                       | Îles Vierges des États-Unis   | Argentine                     | Croatie           | Australie         | Brésil                      | Autriche                    | Îles Vierges britanniques, Allemagne                 |               |               |               |               |               |               |               |               |               |
| Groupe 2 | Aruba                                                                       | Portugal          | Bosnie-Herzégovine            | Angola                        | Bolivie                       | Îles Vierges des États-Unis   | Argentine         | Croatie           | Australie                   | Hongrie                     | Brésil, Autriche                                     |               |               |               |               |               |               |               |               |               |
| Groupe 3 | Ukraine                                                                     | Aruba             | Russie                        | Portugal                      | Chili                         | Bosnie-Herzégovine            | Angola            | Bolivie           | Îles Vierges des États-Unis | Zimbabwe                    | Argentine, Croatie, Australie, Hongrie               |               |               |               |               |               |               |               |               |               |
| Groupe 4 | Ukraine                                                                     | Aruba             | Russie                        | Portugal                      | Chili                         | Bosnie-Herzégovine            | Angola            | France            | Bolivie                     | Îles Vierges des États-Unis | Zimbabwe                                             |               |               |               |               |               |               |               |               |               |
| Groupe 5 | Ukraine                                                                     | Nicaragua         | République populaire de Chine | Aruba                         | Russie                        | Afrique du Sud                | Portugal          | Venezuela         | Chili                       | Bosnie-Herzégovine          | Angola, France, Bolivie, Îles Vierges des États-Unis |               |               |               |               |               |               |               |               |               |
| Groupe 6 | Nigeria                                                                     | Ukraine           | Nicaragua                     | Yougoslavie                   | République populaire de Chine | Aruba                         | Russie            | Afrique du Sud    | Portugal                    | Venezuela                   | Chili, Bosnie-Herzégovine                            |               |               |               |               |               |               |               |               |               |
| Groupe 7 | Nigeria                                                                     | Ukraine           | Nicaragua                     | Espagne                       | Yougoslavie                   | République populaire de Chine | Aruba             | Russie            | Afrique du Sud              | Pérou                       | Portugal, Venezuela                                  |               |               |               |               |               |               |               |               |               |
| Groupe 8 | Nigeria                                                                     | Nicaragua         | Yougoslavie                   | République populaire de Chine | Russie                        | Afrique du Sud                | Aruba             | Écosse            | Espagne                     | Ukraine                     | Pérou                                                |               |               |               |               |               |               |               |               |               |
| Résultat final | Nigeria                                                                     | Nicaragua         | Yougoslavie                   | République populaire de Chine | Russie                        | Afrique du Sud                | Aruba             | Écosse            | Espagne                     | Ukraine                     |                                                      |               |               |               |               |               |               |               |               |               |

### Finale
L'élection a été diffusée dans plus de 140 pays et territoires en direct du Super Bowl de Sun City Entertainment Centre, à Sun City, en Afrique du Sud le 16 novembre 2001. Elle a été animée par Jerry Springer et Claire Elizabeth Smith.
L'ouverture de la cérémonie commence dès l'arrivée du groupe de danse et chant africain Umoja où pendant leur performance musicale, des candidates habillées en robe de soirée ont défilé. Jerry Springer débute la finale en présentant par des groupes de candidates apparaissant en tenue de soirée sur scène. Par la suite, les présentations préenregistrées des candidates en maillot de bain sont projetées à l'écran pour le jury et au public. Une fois les groupes présentés, Jerry Springer annonce les dix demi-finalistes.
Jerry Springer interviewe chacune des dix demi-finalistes, dont certaines étaient accompagnées d'un interprète.
À la fin, la République populaire de Chine se place en 5e place, le Nicaragua en 4e place, l'Écosse en 3e place, l'île d'Aruba en 2e place et le Nigeria remporte sa première couronne grâce à sa représentante, Agbani Darego. 

### Prix attribués
- Best World Dress Designer :  Corée - Seo Hyun-jin
- Miss Photogénique :  Thaïlande - Lada Engchawadechasilp
- Miss Talent :  Barbade - Stephanie Chase
- Bourse d'études de Miss Monde :  Costa Rica - Piarella Peralta

### Jury
Contrairement aux années précédentes, le jury n'assisteront pas aux préliminaires en maillot de bain ou en robe de soirée. Les votes du jury ne compteront que pour 50% pour le résultat final. Les membres du jury décideront les candidates qui feront partie des dix finalistes en fonction de l'émission U-Decide et de l'entretien personnel avec les candidates. Le jury est composé de :
| Membre                   | Nationalité       | Notes                                                                       |
| ------------------------ | ----------------- | --------------------------------------------------------------------------- |
| Julia Morley             | Britannique       | Présidente du Comité Miss Monde, Présidente du jury                         |
| Fiona Ellis              | Britannique       | Directrice de scouting des mannequins indépendants.                         |
| Elliot Cohen             | Britannique       | Président de Sony/ATV Music Publishing et Red Bus Recording and Television. |
| Jo Elvin                 | Australienne      | Rédactrice-en-chef du magazine Glamour .                                    |
| Terry O'Neill            | Britannique       | Photographe.                                                                |
| Ben de Lisi              | Américaine        | Créateur de mode.                                                           |
| Ashok Armitraj           | - Indo-américaine | Producteur de cinéma.                                                       |
| Bruce Forsyth            | Britannique       | Acteur, chanteur, scénariste et animateur de télévision.                    |
| Zindzi Mandela-Hlongwane | Sud-africaine     | Femme politique, fille de Nelson Mandela.                                   |

## Diffusion Internationale
- Afrique du Sud : SABC 3[44]
- Allemagne : N24
- Chine : Phoenix Television
- Estonie : Kanal 2[45]
- États-Unis : E!
- France : Paris Première
- Hong Kong : Star World
- Panama : RPC Canal 4[24]
- Pays-Bas : IBC
- Pérou : Astro 9-owca56 Live
- Philippines : IBC 13[46]
- Mexique : Televisa[N 4]
- Nigeria : Silverbird Television
- Royaume-Uni : ITV2[47]

## Observations